# Туровский, Валерий Семёнович
Валерий Семёнович Туровский (24 января 1949, Новокузнецк — 12 апреля 1998, Москва) — советский и российский кинокритик.

## Биография
В 1975 году окончил факультет журналистики Московского государственного университета. Работал научным сотрудником НИИ теории, истории кино, редактором газеты «Комсомольская правда», заместителем главного редактора журнала «Театр», обозревателем газеты «Известия».
Публиковал статьи в журналах «Искусство кино», «Советский фильм», газетах «Экран и сцена», «Культура».

…главными объектами внимания Валерия Туровского станут кино и в меньшей степени телевидение, в его голосе будет ощущаться всё больше едкости и желчи. Он не мог устать, потому что, в отличие от многих ироничных коллег, умевших сохранять дистанцию между собой и «объектом», Валерий Туровский словно забирал на себя болезнь пациента, всё применял на себя, пропускал через себя … В последнее время он публиковал в «Известиях», где служил, несколько статей в год.